# بني هتار (ريمة)

تعديل مصدري - تعديل

قرية بني هتار  هي إحدى قرى عزلة بني الضبيبي الواقعة ضمن
مديرية الجبين التابعة لمحافظة ريمة،
بلغ تعداد سكانها (455) نسمة حسب تعداد اليمن لعام 2004.

## المحلات التابعة للقرية
- الدنه
- على الحاج
- اليرم
- صبحاء
- مند
- المونا
- الجوره
- حرد
- المجران

## روابط خارجية
- الدليل الشامــل